# تکیه صمصام
آرامگاه نجفقلی بختیاری مشهور به تکیه صمصام، آرامگاه صمصام‌السلطنه از رجال دورهٔ قاجار و سران ایل بختیاری است. وی که در ۸۲ سالگی در چهارمحال و بختیاری درگذشت، در سال ۱۳۰۹ شمسی با احترامات نظامی در تخت فولاد در جوار تکیه میرفندرسکی دفن شد. مقبرهٔ فرزند او مرتضی‌قلی‌خان صمصام نیز در همین تکیه قرار دارد.

## تاریخچه
این تکیه در سال ۱۳۰۹ به تکیهٔ میرفندرسکی ضمیمه و الحاق شد. جلال‌الدین همایی در توصیف این تکیه می‌نویسد:
در زاویهٔ جنوب شرقی [تکیهٔ میر] دالانی است دراز و تاریک که در آنجا به حیاط دیگر می‌روند، هم متعلق به قبور خوانین مخصوصاً صمصام‌السلطنه که در اتاق بزرگی مدفون است و این حیاط را در این اواخر احداث و ضمیمهٔ تکیه [میر] کرده‌اند. نهر آب از این حیاط می‌گذرد و درختان درهم را صفا و نزهت می‌بخشد. این خلوت را تکیهٔ صمصام می‌خوانند و اکثر الوار که به زیارت می‌آیند در همین حیاط منزل می‌کنند.
از متولیان این تکیه می‌توان به غلامعلی هدایت (۱۳۰۰–۱۳۸۰ قمری)، مشهور به حاج معلم، از مدرسان قرآن و خوشنویسان اصفهان اشاره کرد.

## نگارخانه

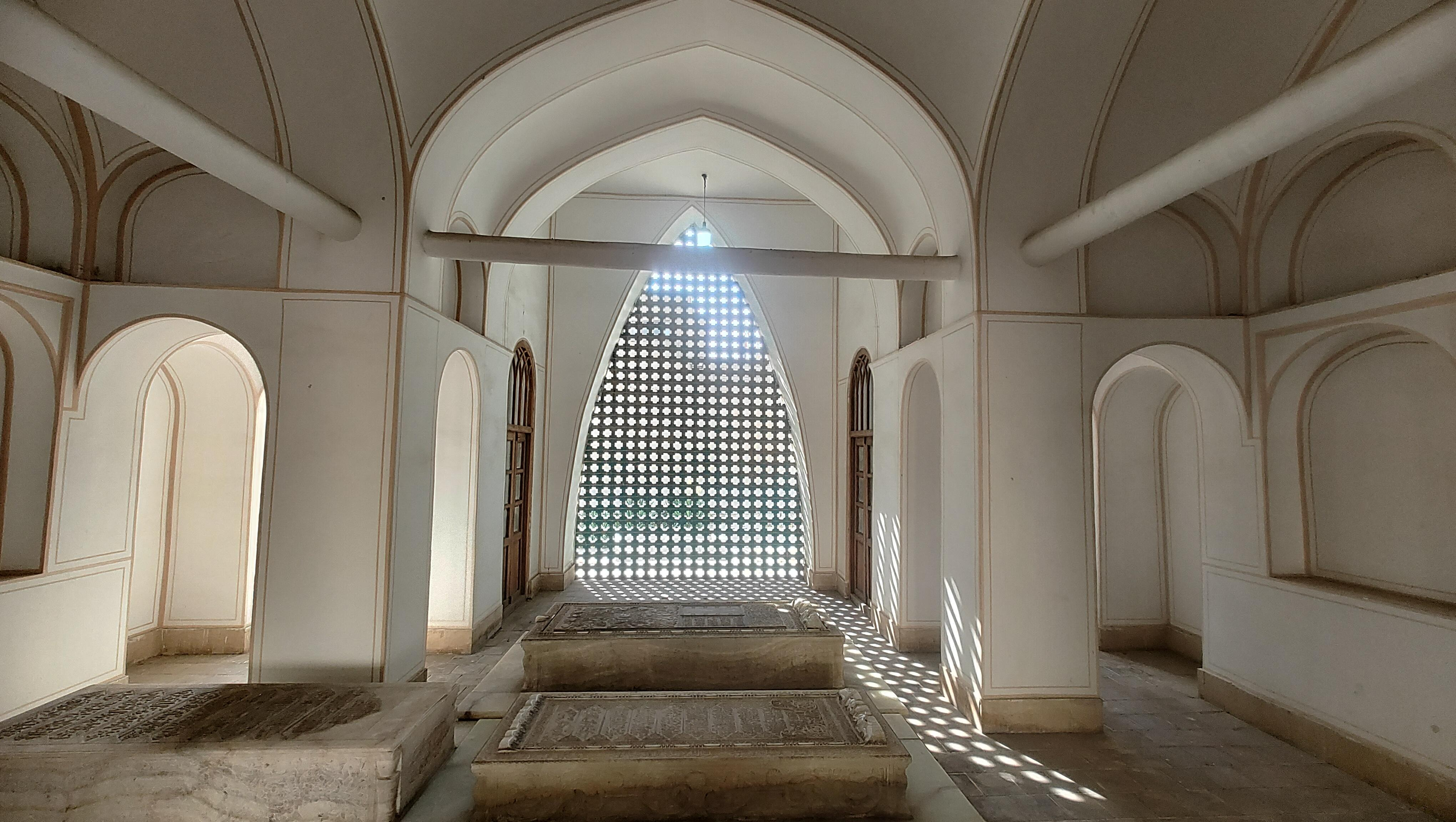
درون آرامگاه
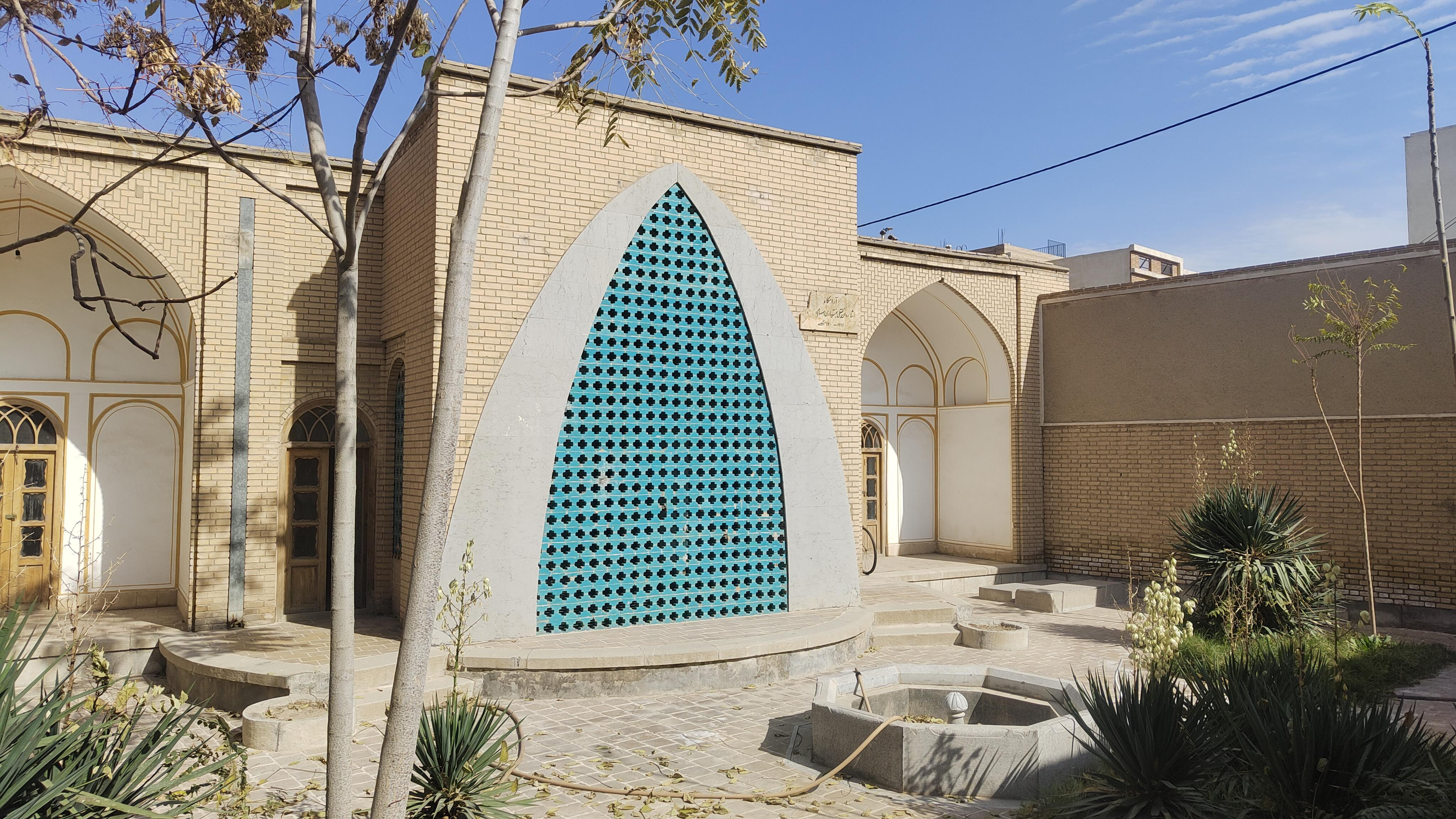
حیاط پشتی
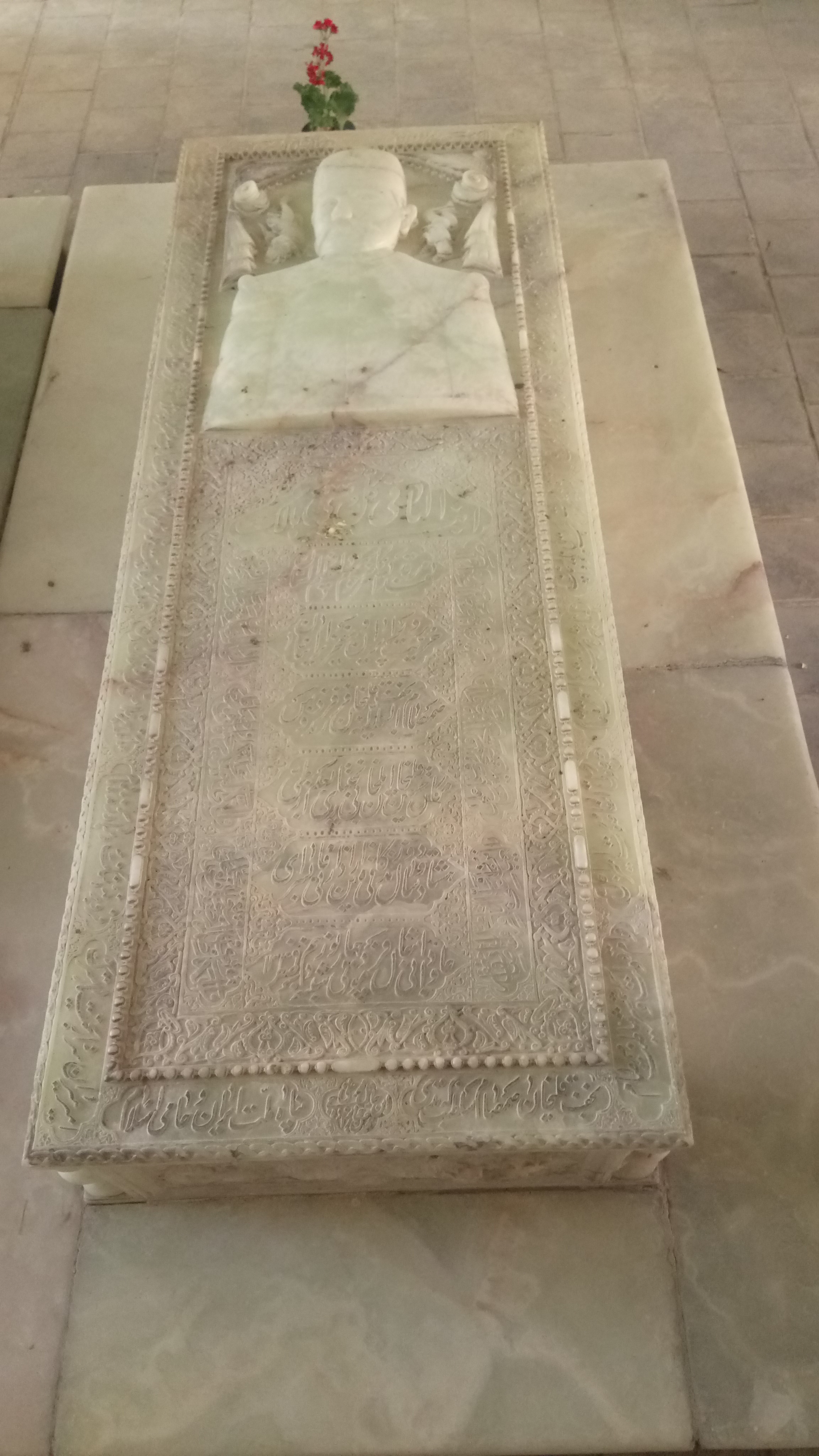
مقبرهٔ صمصام
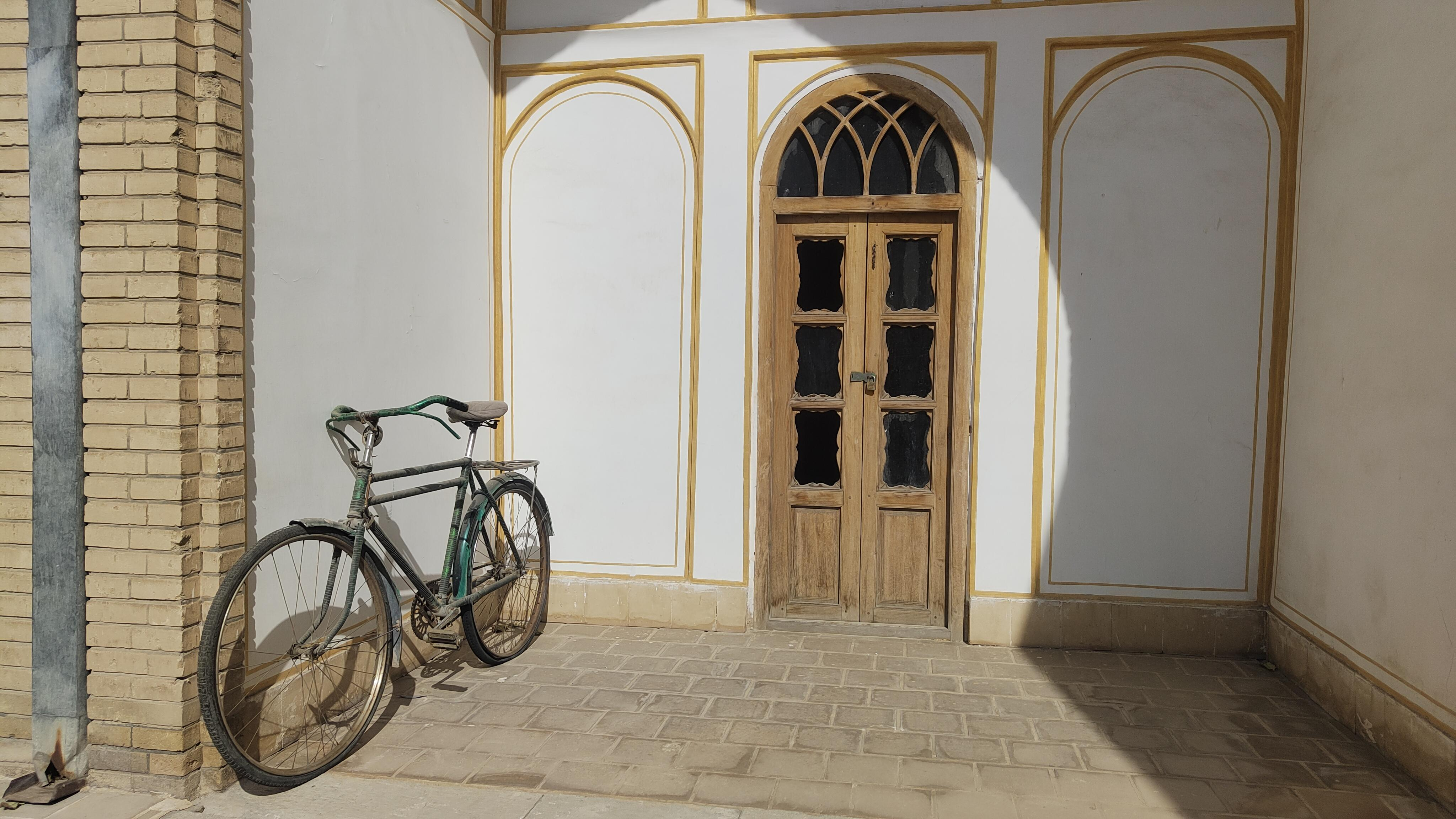
ایوان کناری